# Mikoyan-Gourevitch
Pour les articles homonymes, voir Mikoyan (homonymie) et MIG.
Mikoyan-Gourevitch, appelé aussi Mikoyan, ou MiG/Mig (en russe : Микоян, Микоян-Гуревич ou МиГ), est un constructeur d'avions militaires soviétiques. L'entreprise, appelée aujourd'hui Russian Aircraft Corporation (RAC) et membre du consortium OAK, était à l'origine un bureau d'études (OKB), avec le no 155, fondé par Artem Mikoyan et Mikhaïl Gourevitch. Après la mort de Mikoyan, le nom de Mikoyan fut gardé. L’acronyme du bureau était MiG ou Mig.
Le mot « Mig » signifie aussi « clin d’œil » en russe, et devint rapidement, en russe courant, un synonyme d'avion de chasse.

## Histoire
Le bureau d'études, désigné OKB, naît le 8 décembre 1939, au sein de l'usine d'aviation d'état no 1 Aviakhim, à Moscou, pour terminer l'étude et mettre en production, un projet de Polikarpov, le I-200. À l'occasion, plusieurs ingénieurs, dont Mikhaïl Gourevitch et Nikolaï Zakarovitch Matiouk, sont détachés par Polikarpov et resteront dans le nouveau bureau. La tâche terminée, l'équipe travaille à améliorer l'avion en renforçant son armement, ou en essayant d'autres groupes propulseurs. En octobre 1941, l'OKO[Quoi ?] et les autres personnels de l'usine évacuent Moscou, alors menacée par les troupes allemandes, pour rejoindre la ville de Kouïbychev où une nouvelle usine no 122 est en cours de construction et où vingt-deux avions seront encore produits, avant qu'un ordre personnel de Staline n'arrête la production, pour entreprendre celle de l'Il-2. Le 16 mars 1942, la menace allemande étant écartée, l'OKO regagne Moscou, où elle occupe les locaux de l'usine no 480, et est rejointe par le personnel de réparation des chasseurs MiG-3 de l'usine no 30. De ce regroupement naît l'usine no 155 et son bureau d'études, l'OKB-155. Trente derniers I-200 sont construits à partir des pièces restantes, et on mène plusieurs études dérivées du I-200, les I-210, I-211, I-230 et I-231. De nouveaux projets sont lancés comme la série des I-220, la remotorisation du DIS-200 avec des M-82, mais aussi le projet de l'avion N, ou I-250, qui sera produit en petite série par l'usine no 381, sous la désignation MiG-13.
Avec la fin de la guerre, et la récupération des travaux et techniciens allemands par l'intermédiaire du Département 7, le travail sur la propulsion à réaction peut enfin commencer. Un nouvel avion MiG, va alors connaître la production en grande série, il s'agit du I-300, qui entrera en service dans la VVS, sous la désignation de MiG-9. Le projet I-270, s'appuyant sur la propulsion par moteur-fusée, est, lui, assez rapidement abandonné, ce mode de propulsion n'offrant que des autonomies trop réduites. Les moteurs soviétiques dérivés de la technologie allemande avec des compresseurs à flux axial, sont encore trop peu fiables et puissants. La récupération de moteurs britanniques Rolls-Royce Nene et Rolls-Royce Derwent, avec leur compresseur centrifuge plus simples à produire, sont aussitôt copiés et améliorés par le bureau d'études de Vladimir Yakovlevitch Klimov, va permettre de résoudre le problème. Outre la remotorisation du MiG-9, un nouveau projet I-310 voit le jour, utilisant les études allemandes sur les ailes à forte flèche. Le premier I-300, ou avion S, vole le 30 décembre 1947, il va connaître un succès mondial sous le nom de MiG-15. Il sera par la suite revu pour corriger ses défauts, donnant naissance au I-330 ou SI, plus connu sous le nom de MiG-17. Ces succès placent l'OKB 155 à la tête de l'industrie aéronautique de chasse du pays. Cependant certains projets eux n'aboutissent pas, comme le biréacteur I-320.
Pendant que la division d'études de chasseurs dirigée par Anatoly Brunov, remporte ces succès, Mikhaïl Gourevitch qui dirige la division OKB-155-1, mène à terme l'étude d'engins non pilotés, qui vont devenir les premiers missiles de l'Union soviétique. Implanté à l'usine 256 à Doubna, aidé entre autres par Bereznyak (en), il met au point la bombe volante KS, destinée à attaquer les navires, après avoir été lancée par un Tupolev Tu-4 ou un Tupolev Tu-16 modifié. Ces missiles sont construits comme des petits chasseurs sans pilote, qui sont guidés sur leur cible par un faisceau d'onde radio émis par le lanceur, puis en phase terminale par un autodirecteur radar. Après le KS, Gourevitch met au point le K-10 qui, outre une charge militaire et une autonomie plus importantes, présente l'avantage d'être supersonique. D'autres travaux mèneront au K-20, dont le missile Kh-20 peut être doté d'une ogive nucléaire, et au K-22 propulsé par un moteur-fusée.

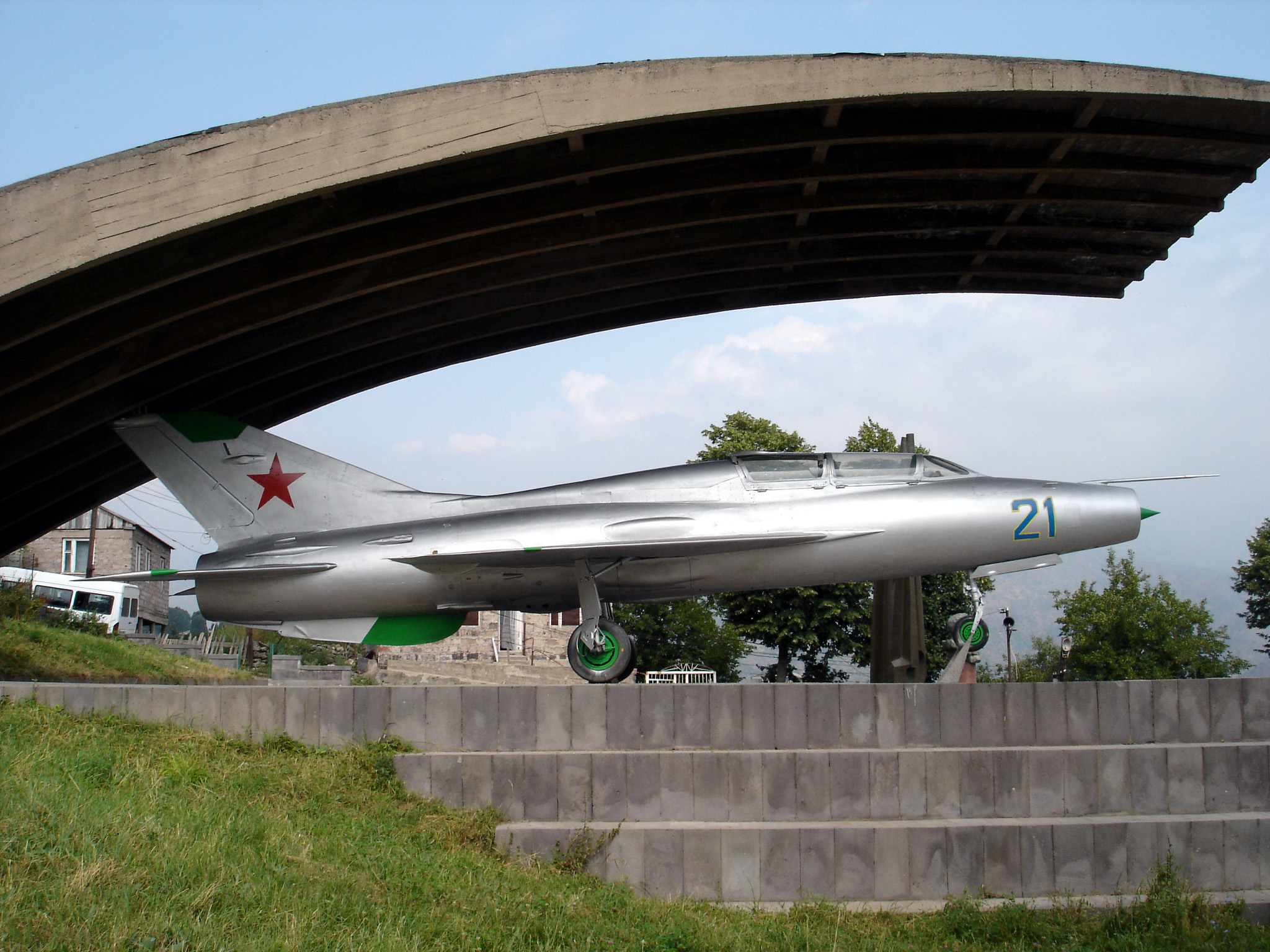
MIG-21 devant la maison natale d'Artem Mikoyan transformée en musée - Sanahin (Arménie)

Dans le domaine des chasseurs, la barrière à franchir est le mur du son, pas moins de trois projets sont lancés pour y travailler. Le premier, l'avion M ou I-350 basé sur le moteur Lyoulka TP-3 A, échoue à la suite des difficultés rencontrées pour mettre au point son moteur. Par contre le SM-1 ou I-340, puis sa version modifiée SM-2 ou I-360, introduisant une gouverne de profondeur monobloc, et s'appuyant sur deux nouveaux moteurs à flux axial Mikouline AM-9, va donner naissance au futur MiG-19. Ce nouvel avion capable d'atteindre Mach 1,3 en palier, sera produit par les usines no 21 et 153 à 1 890 exemplaires. Il connaîtra un succès et une longévité plus importants, dans sa version produite sous licence en Chine. Un dérivé monomoteur I-3 restera à l'état de prototype. Les travaux portent ensuite, sur la vitesse de mach 2, deux voies sont explorées et mises en compétition, l'aile en flèche et l'aile delta, finalement c'est cette dernière qui l'emporte avec le prototype Yermolaïev Ye-6, qui devient le MiG-21, le chasseur à réaction le plus produit au monde. Parallèlement, pour aller encore plus loin dans le domaine de la vitesse, une famille de chasseurs plus lourds est créée, destinée à servir le système d'interception Uragan, elle commence, avec les I-7 de 1956, puis les I-75 de 1958, qui emploient le gros moteur Lyoulka AL-7F. Cette même année apparaît le Ye-150, qui introduit le moteur Toumanski R-15, il est suivi du Ye-152 en 1959, puis finalement le biréacteur Ye-155 qui, lui, connaîtra la production en série, sous le nom de MiG-25.
Le bureau d'étude MiG est mondialement reconnu pour avoir notamment conçu le chasseur MiG-29 (popularisé dans de nombreux films d'actions hollywoodien) mais surtout pour l'intercepteur MiG-31, avion de chasse en service le plus rapide du monde avec une vitesse maximale de Mach 2,65 (3 250 km/h), dont le premier vol date de 1975 et est toujours en service dans l'armée de l'air russe.
En décembre 2021, la fusion entre OAK, Soukhoï et MiG est annoncée. Elle est effective le 1er juin 2022, Soukhoi et Mig devenant des marques commerciales.

## Production

### Production d'avions militaires
- MiG I-200, produit en série sous la désignation de MiG-1, puis MiG-3
- MiG IP-210
- Mikoyan-Gourevitch DIS ou MiG-5
- MiG-7
- MiG I-210 parfois désigné MiG-9
- MiG I-220 ou MiG-11
- MiG I-230
- MiG I-250 ou MiG-13
- MiG I-270
- MiG-8
- MiG I-300 produit en série sous la désignation de MiG-9
- MiG I-310 produit en série sous la désignation de MiG-15
- MiG I-320
- MiG I-330 produit en série sous la désignation de MiG-17
- MiG I-360 produit en série sous la désignation de MiG-19
- MiG I-350
- MiG I-380 (en)
- MiG I-410
- MiG I-420
- MiG-21
- MiG-23
- MiG-25
- MiG-27
- MiG-29
- MiG-31
- MiG-33
- MiG-1.44
- MiG-35
- MiG-41

### Avions expérimentaux
- MiG I-3 (en)
- MiG I-7
- MiG-110
- MiG-AT
- MiG-35
- MiG-105
- MiG-I-2000

### Missiles
L'OKB MiG, à travers sa division missile, l'OKB-155-1, dirigé par Mikhaïl Gourevitch, qui deviendra l'OKB Raduga (en) en mars 1957, participa à des degrés divers à la conception de divers missiles soviétiques :
- la série de bombes volantes Kometa, avec :
  - Raduga KS-1 Komet, connu sous le code OTAN AS-1 Kennel en occident,
  - Raduga K-10, code OTAN AS-2 Kipper ;
- Raduga Kh-20, code OTAN AS-3 Kangaroo ;
- Raduga K-9 (en), code OTAN AA-4 Awl.

### Voiture de courses
La MIG M100 GT,,,, aussi connu sous les noms de AIXAM, MEGA Monte Carlo ou de MCA Centenaire est une supercar Française ayant eu plusieurs vie à la fin des années 80 et durant les années 90. Il s'agit de la première supercar entièrement en monocoque en fibre de carbonne. Elle participa à l'édition 1993 des 24 heures du Mans, avec peu de succès puisqu'elle ne dépassa pas le stade des qualifications.